# Alan Grenyer
Alan Grenyer (1892–1953) là một cầu thủ bóng đá thi đấu ở Football League cho Everton và South Shields. Ông cũng thi đấu cho North Shields Athletic.